# دم الذئاب
دم الذئاب هو فيلم بوليسي جزائري صدر عام 2019. هذا الفيلم من تأليف وإخراج عمار سي فضيل، شارك في مهرجان أفريكلاب 2020.

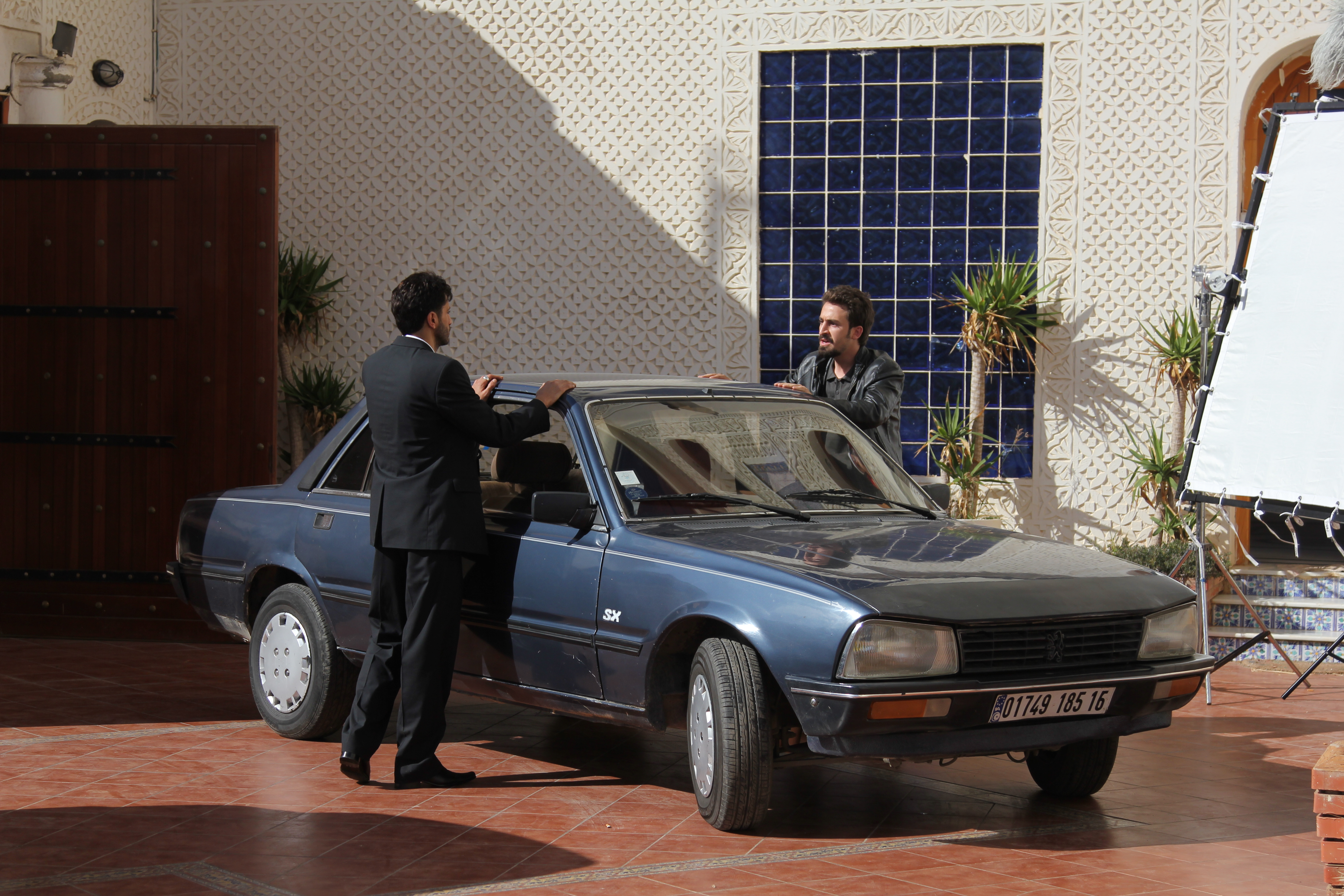
تصوير Le sang des loups.

## ملخص
مفتش شرطة شاب يتسلل إلى عصابة من المجرمين المحترفين. هدفه هو استعادة إناء صغير ذي قيمة تاريخية عظيمة.
خلال التحقيق ، فشلت خطة الشرطة وكشف المفتش خالد القناع عن طريق الاتصال به. ثم تأخذ القصة منعطفًا آخر مع ظهور عناصر أخرى من التحقيق. عن غير قصد ، وجد كامل ومريم ، أقرب أصدقاء المفتش خالد ، نفسيهما متورطين في التحقيق ، وبالتالي يخاطرون بحياتهم.

## الممثلون
- يوسف سحيري: المفتش خالد
- مراد اوجيت: كمال
- عزيز بوكروني: عباس
- كاميليا بندريسي: مريم
- زهرة دومندجي: سارة
- محمد جوهري: عمر
- أحمد بن عيسى: المفوض